# Бандаранаїке (аеропорт)
Міжнародний аеропорт Бандаранаїке (синг. බණ්ඩාරනායක ජාත්‍යන්තර ගුවන්තොටුපළ; там. பண்டாரநாயக்க பன்னாட்டு வானுர்தி நிலையம்), у народі відомий як аеропорт Катунаяке і міжнародний аеропорт Коломбо, (ІАТА(IATA: CMB, ICAO: VCBI)) — головний міжнародний аеропорт Шрі-Ланки. Названий на честь колишнього прем'єр-міністра Соломона Бандаранаїке, розташований в передмісті Негомбо, 32,5 км на північ від комерційної столиці Коломбо. Управляється компанією «Airport and Aviation Services (Sri Lanka) Ltd» і слугує вузлом для SriLankan Airlines, національного перевізника Шрі-Ланки та внутрішнього перевізника Cinnamon Air. В Коломбо є інший аеропорт, який використовується в основному для внутрішніх перевезень — аеропорт Ратмалана.

## Обладнання

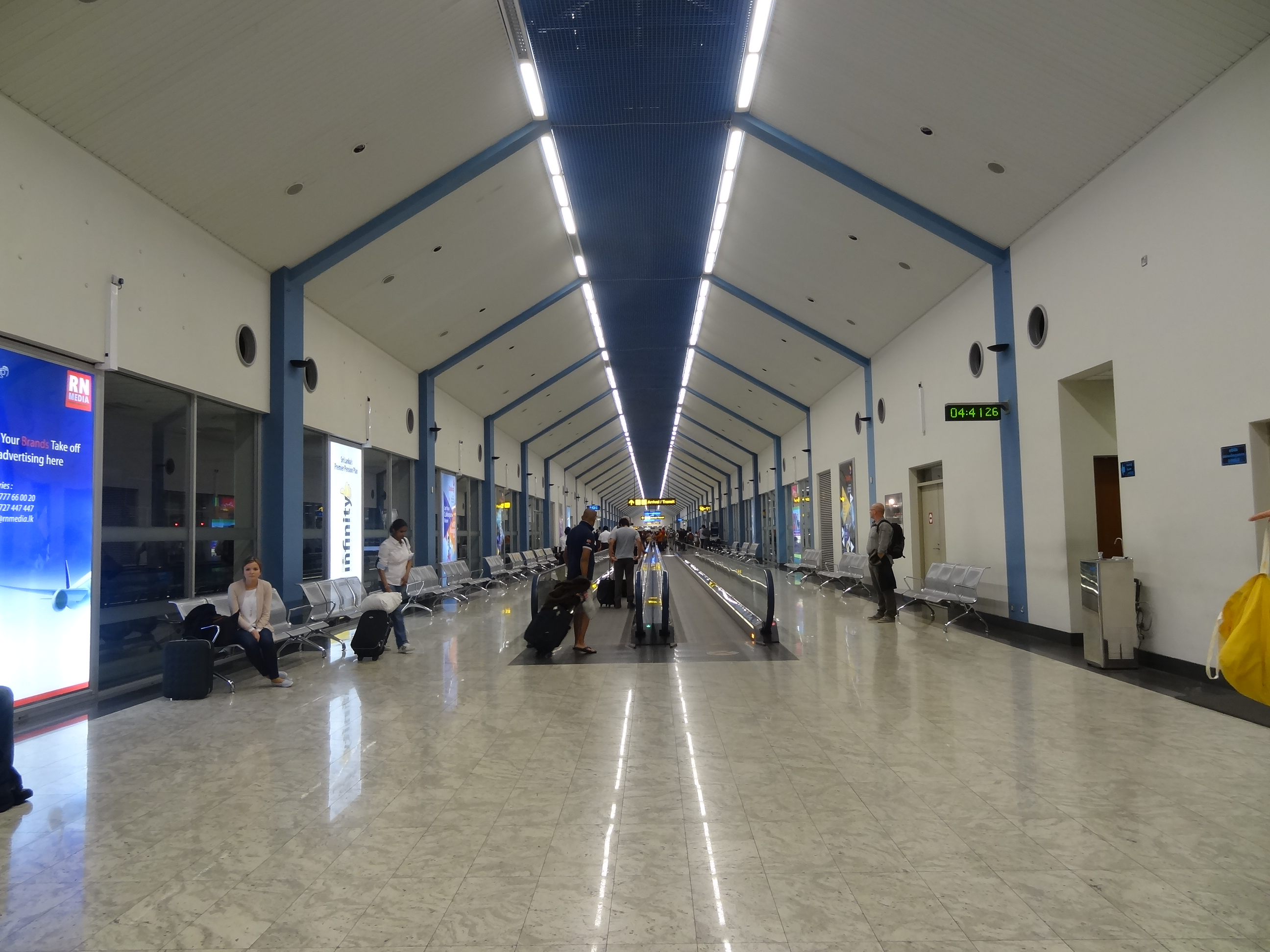
Термінал зсередини

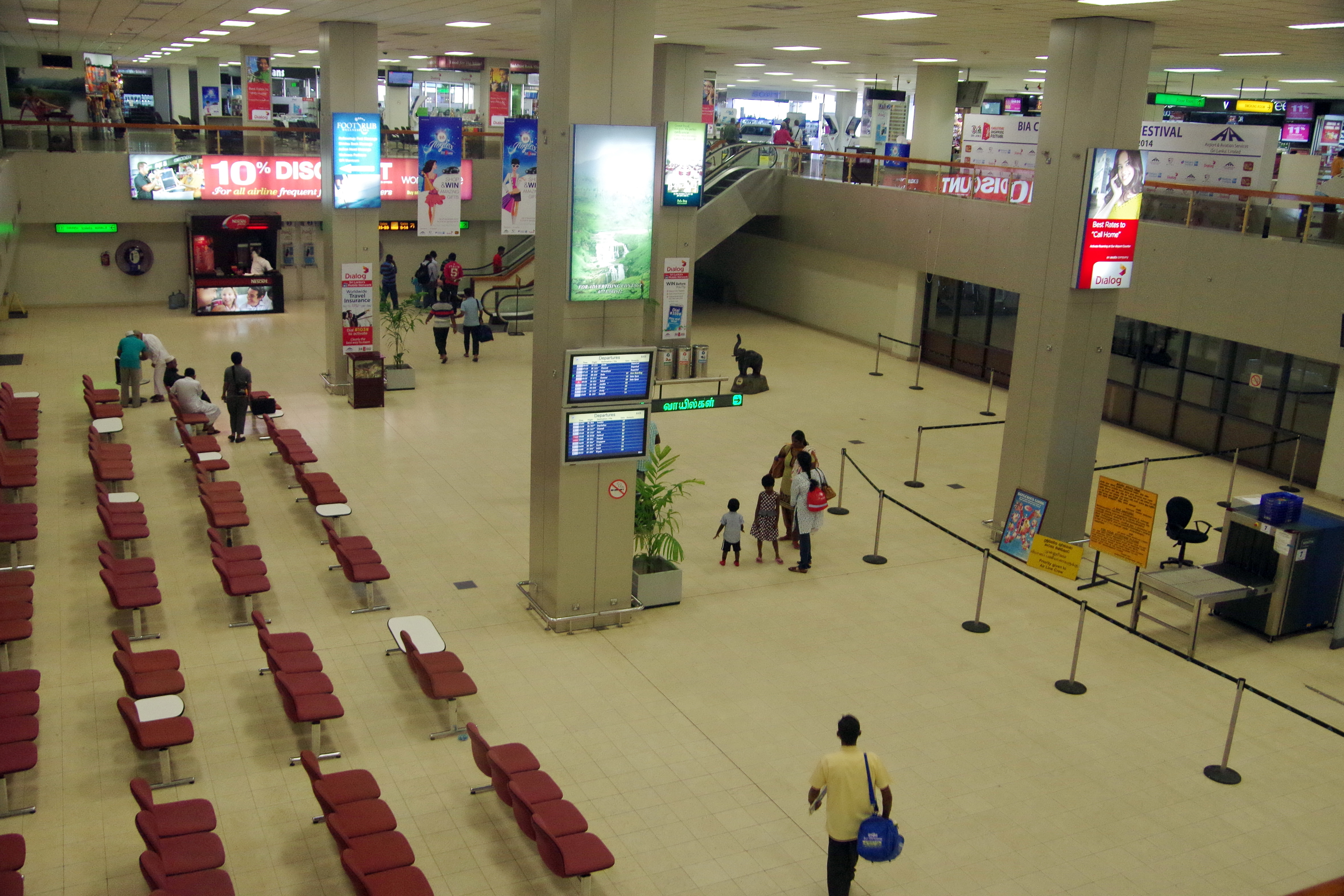
Зона відправлення

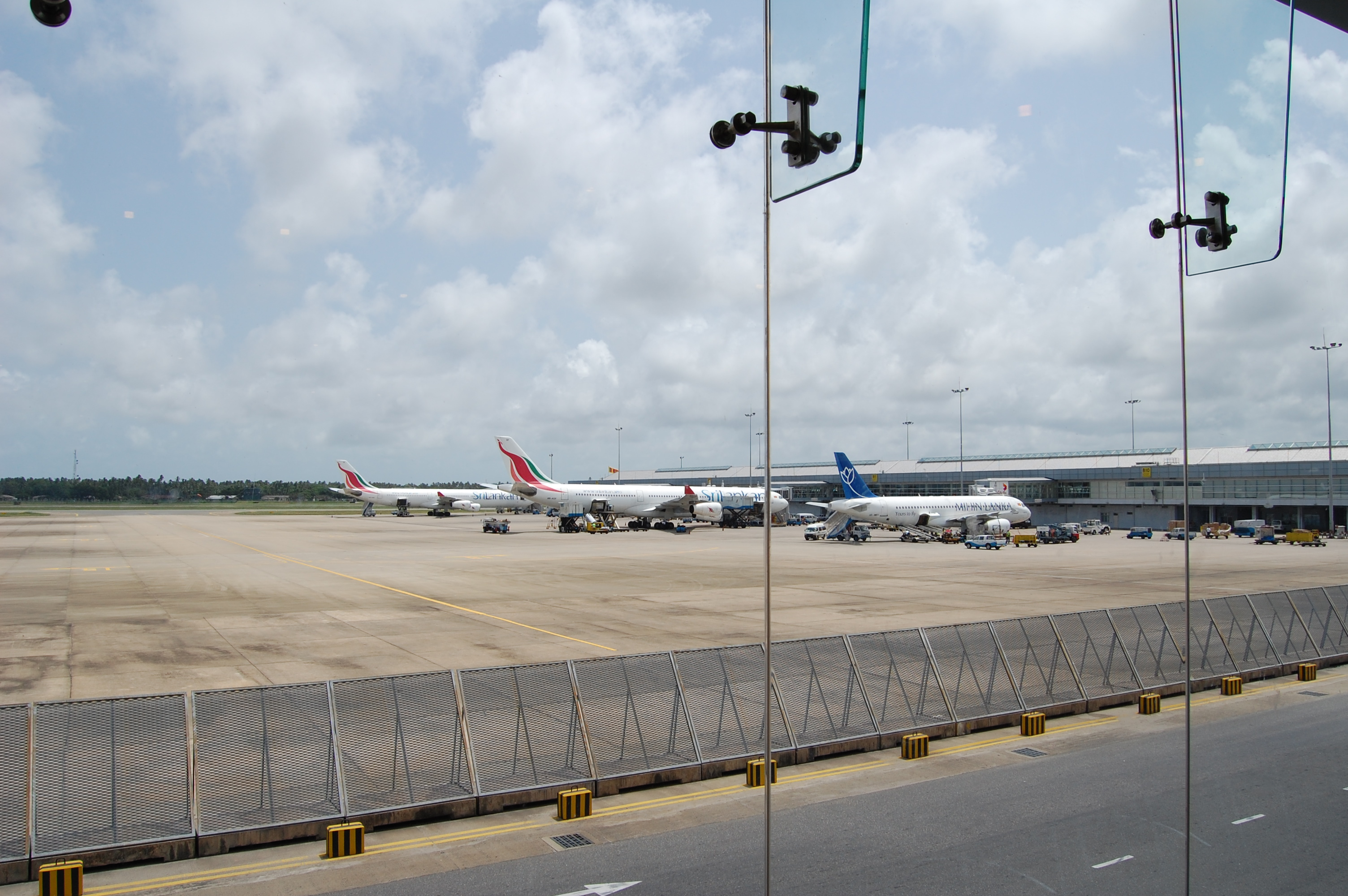
Вигляд на перон

### Термінали
Міжнародний аеропорт Бандаранаїке (код аеропорту CMB) в Катунаяке, Шрі-Ланка, знаходиться в 27 км на північ від столиці острова Коломбо. Тридцять авіакомпаній в даний час обслуговують в аеропорту більше 10,79 млн щорічних пасажирів.. Аеропорт має три пасажирські термінали. Термінал 1 - це нинішній міжнародний термінал, побудований у 1967 році, термінал 2 - це новий міжнародний термінал, який, як очікується, буде завершено в 2019 році, а термінал 3 - це новий внутрішній термінал, який відкрився в листопаді 2012 року. Новий аеропорт Silk Route нещодавно відкритий, прискорює митний процес для комерційно важливих пасажирів.
- Термінал 1 - відкритий у 1967 році і є найстарішим і найбільшим терміналом в аеропорту. Він має 12 воріт. Місця прибуття та відправлення відокремлені горизонтально. В даний час всі міжнародні рейси використовують цей термінал, поки Термінал 2 не відкриється в 2019 році. Термінал складається з головної будівлі терміналу, безпосередньо з'єднаної з одним залом, в якому розташовані всі ворота. На нижньому рівні розташовані рукоподібні ворота 6-14. На верхньому рівні є два зали. У головному корпусі терміналу знаходяться "Lounge Serendib" авіакомпанії SriLankan, а також лаунж Palm Spirit. У цьому місці розташовані магазини безмитної торгівлі, чайний магазин, кафетерій, лаунж для паління та душі.
- Термінал 2 - планується відкрити в 2019 році. Планується, що термінал матиме 8 воріт, з місцями прибуття та вильоту, розділеними вертикально. Запропоновано побудувати новий термінал з восьми іншими воротами під час другого етапу проекту "Розширення проекту. Фаза 2". Будівництво нового терміналу розпочалося в квітні 2017 р, і його планується завершити в 2019 р. Новий термінал з восьми пасажирськими воротами та 14 пасажирськими посадковими мостами з додатковими воротами, що складаються з двох пасажирських посадкових мостів для Airbus A380, буде включено в запропоновану нову розробку.
- Термінал 3 - відкритий у листопаді 2012 року та обслуговує всі внутрішні рейси. Його місця прибуття та відправлення відокремлені горизонтально.[4]
- Вантажний термінал - відкритий у жовтні 2009 року та обслуговує всі вантажні рейси. Його місця прибуття та відправлення відокремлені горизонтально.

### Злітно-посадкові смуги
Міжнародний аеропорт Бандаранаїке має одну злітно-посадкову смугу (04/22), з асфальтовою поверхнею. Відстань злету та посадки становить 3441 м та 3350 м відповідно. Крім того, уряд вирішив інвестувати на другу злітну смугу в аеропорту, що дозволило A380 висадитись у Коломбо. Існує також план побудови ще одного рулежного руху для обслуговування A380 у майбутньому. Крім того, другий етап проекту BIA розширення має мати другу злітну смугу, також здатну розмістити A380.

## Авіалінії та напрямки на жовтень 2018

### Пасажирські
| Авіакомпанія                 | Пункт призначення |
| ---------------------------- | --- |
| Аерофлот                     | Москва-Шереметьєво |
| Air Arabia                   | Шарджа |
| Air China                    | Ченду |
| Air India                    | Ченнаї, Делі Сезонний: Варанасі |
| AirAsia                      | Куала-Лумпур-Міжнародний |
| Azur Air                     | Сезонний чартер: Москва-Домодєдово |
| Cathay Pacific               | Гонконгу |
| China Eastern Airlines       | Куньмін, Мале, Шанхай-Пудун |
| China Southern Airlines      | Гуанчжоу, Мале |
| Cinnamon Air                 | Баттікалоа, Бентота, Діквелла, Хамбантота-Маттала, Коггала, Сігірія, Трінкомалі, Нувара-Елія Чартер: Джаффна, Вавунія |
| Edelweiss Air                | Сезонний: Цюрих (починається 3 листопада 2018) |
| Emirates                     | Дубай-Міжнародний, Мале |
| Enter Air                    | Сезонний чартер: Катовиці, Варшава-Шопен |
| Etihad Airways               | Абу-Дабі |
| flydubai                     | Дубай-Міжнародний |
| Gulf Air                     | Бахрейн |
| IndiGo                       | Бангалор, Ченнаї |
| Jet Airways                  | Мумбаї |
| KLM                          | Амстердам |
| Korean Air                   | Мале, Сеул-Інчхон |
| Kuwait Airways               | Кувейт |
| LOT                          | Сезонний чартер: Варшава-Шопен |
| Lion Air                     | Чартер: Джакарта-Сукарно-Хатта, Острів Різдва |
| Mahan Air                    | Сезонний чартер: Тегеран-Імам-Хомейні |
| Malaysia Airlines            | Куала-Лумпур-Міжнародний |
| Malindo Air                  | Куала-Лумпур-Міжнародний |
| Millennium Airlines          | Чартер: Анурадхапура, Баттікалоа, Хамбантота, Джаффна, Коггала, Сігірія, Трінкомалі |
| Oman Air                     | Маскат |
| Qatar Airways                | Доха |
| Royal Flight                 | Сезонний чартер: Москва-Шереметьєво |
| Saudi Arabian Airlines       | Джидда, Ер-Ріяд |
| SilkAir                      | Сінгапур |
| Singapore Airlines           | Сінгапур |
| SpiceJet                     | Ченнаї, Мадурай |
| SriLankan Airlines           | Абу-Дабі, Бахрейн, Бангкок-Суварнабхумі, Пекін-Столичний, Бангалор, Ченнаї, Коїмбатор, Даммам, Делі, Дакка, Доха, Дубай-Міжнародний, Ган, Гуанчжоу, Хайдарабат, Джакарта-Сукарно-Хатта, Джидда, Карачі, Кочі, Колката, Куала-Лумпур-Міжнародний, Кувейт, Лахор, Лондон-Хітроу, Мадурай, Махе, Мале, Мельбурн, Мумбаї, Маскат, Ер-Ріяд, Шанхай-Пудун, Сінгапур, Тіруванантапурам, Тірукірапаллі, Токіо-Наріта Сезонний: Ченду, Чунцін, Гая, Варанасі |
| Sriwijaya Air                | Медан, Пеканбару |
| Thai AirAsia                 | Бангкок-Донмианг (відновиться 14 грудня 2018) |
| Thai Airways International   | Бангкок-Суварнабхумі |
| Thomas Cook Airlines         | Чартер: Лондон-Гатвік, Манчестер |
| TUI Airways                  | Сезонний: Лондон-Гатвік Сезонний чартер: Стокгольм-Арланда |
| Turkish Airlines             | Стамбул-Ататюрк |
| Міжнародні авіалінії України | Київ-Бориспіль |

### Вантажні
| Авіакомпанія                     | Пункт призначення                                                                   |
| -------------------------------- | ----------------------------------------------------------------------------------- |
| Cathay Pacific                   | Ченнаї, Гонконг                                                                     |
| Qatar Airways                    | Доха, Карачі, Лахор, Кочі, Тіруванантапурам                                         |
| SriLankan Airlines керує FitsAir | Бангкок-Суварнабхумі, Бангалор, Ченнаї, Доха, Дубай-Міжнародний, Кочі, Мумбаї, Мале |
| Turkish Airlines                 | Стамбул-Ататюрк                                                                     |
| Etihad Airways Cargo             | Мілан                                                                               |

## Наземний транспорт

### Автобус
Автобус ходить кожні 15 хвилин від терміналу до Коломбо через  Е03  Коломбо – Катунаяке швидкісний, З часом близько 30 хвилин.

### Автомобіль

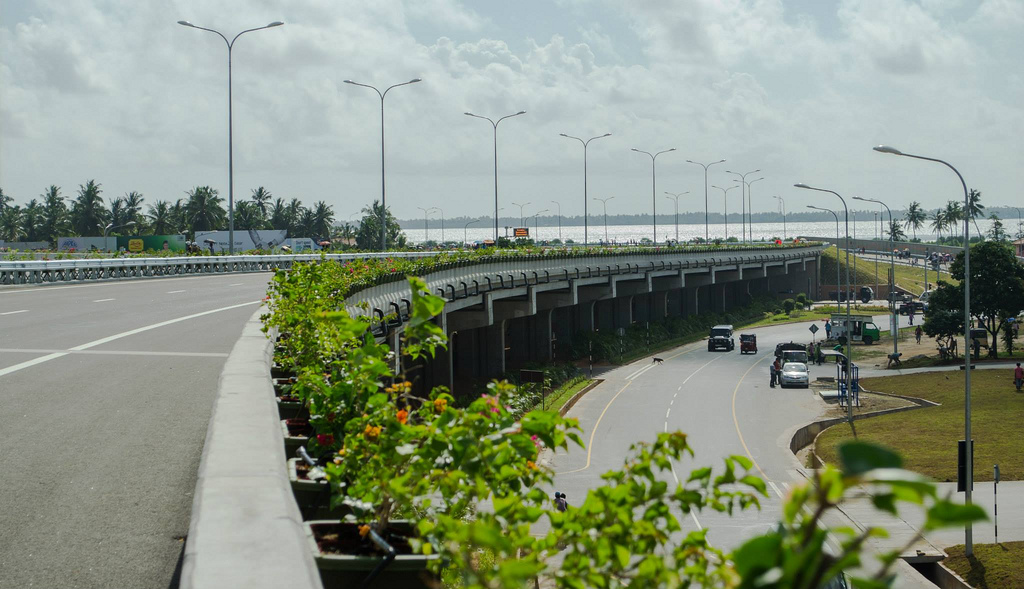
Швидкісна дорога Коломбо-Катунаяке.

Е03  Швидкісна дорога Коломбо-Катунаяке це нова високошвидкісна дорога, що зв'язує аеропорт з містом Коломбо, час проїзду якого становить приблизно 20 хвилин і кілька хвилин до міста Негомбо. Служба таксі в аеропорту працює в лічильному залі та налічує понад 600 автомобілів.

### Залізничний вокзал
Пропонується високошвидкісна залізнична система для підключення з міста Негомбо до міста Коломбо через аеропорт BIA за допомогою електрифікованої високошвидкісної залізничної лінії до форту Коломбо, де вона буде зв'язана з пропонованим Colombo Monorail.

### Море
Cinnamon Air обслуговує регулярні польоти на гідролітаках від Seeduwa Dadugam Oya поблизу аеропорту, використовуючи літак DHC-6-100.